# Simon & Schuster
Simon & Schuster ist eine in New York ansässige amerikanische Dachgesellschaft und Verlagsgruppe für Buchverlage und -Imprints.  Simon & Schuster ist zudem der Name eines der Imprints der Verlagsgruppe.
Im November 2020 kündigte Bertelsmann die Übernahme der US-Verlagsgruppe an. Das US-Justizministerium reichte dagegen jedoch Klage ein. Der Kauf wurde 2022 durch ein US-Gericht vorerst juristisch gestoppt und kam dann im Einklang mit den vereinbarten Konditionen endgültig nicht zustande.

## Geschichte und Programm
Der Verlag wurde am 2. Januar 1924 von Richard L. Simon (1899–1960), Vater der Sängerin und Songschreiberin Carly Simon, und des Österreich-Ungarischen Auswanderers Max Lincoln Schuster (1897–1970) gegründet. Ihre erste Veröffentlichung, welche am 10. April desselben Jahres ausgeliefert wurde, war ein Kreuzworträtselbuch, das mit einem Bleistift versehen war. Mit solchen Rätselbüchern hatten die Verleger anfangs großen Erfolg, wandelten sich aber mit der Zeit zu einem renommierten Buchverlag mit einem breitgefächerten Sortiment.
Die aggressive Werbung und neue Marketingstrategien schlugen sich auch im kommerziellen Erfolg nieder.  So war S&S das erste Verlagshaus, das Buchhändlern auch die unverkauften Remittenden vergütete. 1939 war er der erste amerikanische Verlag, der Taschenbücher auf den Markt brachte. Eigens zu diesem Zweck wurde die Tochtergesellschaft Pocket Books ins Leben gerufen. Die Neuerung löste eine Revolution im Buchhandel aus.
1944 erwarb der Kaufhausmagnat Marshall Field den Verlag, doch nach dessen Tod 1957 kauften die Gründer Simon und Schuster mit den Investoren Leon Shimkin und James M. Jacobson das Unternehmen wieder zurück. 1958 begann der junge Michael Korda seine Tätigkeit beim Verlag. Er stieg in den Folgejahren bis zum Cheflektor auf und behielt diese Position bis zum Jahr 2006.
1975 wurde es an den Mischkonzern Gulf+Western verkauft und expandierte stetig durch den Zukauf zahlreicher Kleinverlage. 1994 wurde das nunmehr als Paramount Communications firmierende Konglomerat vom Medienkonzern Viacom gekauft, der per 1. Januar 2006 in die beiden neuen Konzerne CBS Corporation (der rechtliche Nachfolger der alten Viacom) und Viacom (einem neuen Unternehmen, welches den alten Namen weiterverwendet) aufgeteilt wurde. Seit der Aufteilung gehörte Simon & Schuster zur CBS Corporation, seit deren Wiedervereinigung mit Viacom im Jahr 2019 zu ViacomCBS, der heutigen Paramount Global.
Jährlich geben der Verlag und seine Ableger rund 2000 Buchtitel heraus. Im Jahr 2000 machte S&S von sich reden, als er Stephen Kings Riding the Bullet ausschließlich als E-Text herausgab.
Im November 2020 wurde bekannt, dass die New Yorker Verlagsgruppe Penguin Random House (die zu Bertelsmann gehört) Simon & Schuster für 2 Mrd. US-Dollar übernehmen will. Das US-Justizministerium reichte jedoch dagegen Klage ein, da es eine erhebliche Beeinträchtigung des Wettbewerbs befürchtet. Ende Oktober 2022 untersagte das US-Bezirksgericht in Washington den Kauf, denn der Zusammenschluss würde zu einer Verringerung der Autorenvergütungen führen; Bertelsmann kündigte zunächst an, in Berufung zu gehen. Nach Gesprächen mit Paramount Global entschied sich Bertelsmann jedoch, das Urteil zu akzeptieren. Weil der Verkauf nicht innerhalb der vereinbarten Frist von zwei Jahren abgeschlossen wurde, wird eine „Auflösungsgebühr“ von 200 Millionen Dollar fällig, die Bertelsmann an Paramount zahlen muss.
2022 legte Simon & Schuster das Buch The Philosophy of Modern Song des Musikers Bob Dylan auf. Die 900 Exemplare des Buchs wurden vom Verlag als von Dylan handsigniert beworben; dem Buch lag ein Schreiben von Schuster-&-Schuster-CEO Jonathan Karp bei, der darin die Echtheit der Unterschrift bestätigte. Die Bücher gingen zu einem Preis von knapp 600 US-Dollar in den Handel. Kurz nach der Veröffentlichung stellten Käufer fest, dass die Bücher von einer Signiermaschine unterschrieben worden waren.

## Verlage und Imprints
Simon & Schuster besteht aus den vier Verlagen bzw. Verlagsgruppen Simon & Schuster Adult Publishing, Simon & Schuster Children’s Publishing, Simon & Schuster Audio und Simon & Schuster International, die ihrerseits aus Imprints und/oder Verlagsgruppen bestehen.

### Simon & Schuster Adult Publishing
Diese Verlagsgruppe besteht aus Imprints, in denen Bücher für Erwachsene erscheinen.
- Atria
- Folger Shakespeare Library
- Free Press
- Gallery Books
  - Jeter Publishing
  - Pocket Books
  - Pocket Star – Speziell für E-Books
  - Scout Press
- Howard
- North Star Way
- Scribner
- Simon & Schuster
- Summit Books (-2019)
- Treshold Editions
- Touchstone

### Simon & Schuster Children’s Publishing
Diese Verlagsgruppe besteht aus Imprints, in denen Bücher für Kinder erscheinen.
- Aladdin
- Atheneum
- Simon & Schuster Books for Young Readers
- Beach Lane Books
- Little Simon
- Margaret K. McElderry
- Paula Wiseman Books
- Saga Press
- Simon Pulse
- Simon Spotlight

### Simon & Schuster Audio
Diese Verlagsgruppe besteht aus Imprints, in denen Hörbücher erscheinen.
- Pimsleur
- Simon & Schuster Audio

### Simon & Schuster International
Diese Verlagsgruppe besteht aus Imprints speziell für Australien, Kanada und das Vereinigte Königreich.
- Simon & Schuster Australia
- Simon & Schuster Canada
- Simon & Schuster UK
  - Simon & Schuster
  - Simon & Schuster Illustrated
  - Simon & Schuster Children’s Books